# Orbán Katalin (keramikus)
Orbán Katalin (Budapest, 1950. augusztus 20. –) keramikus, képzőművész tanár.

## Pályafutása
Görög csecsemőként, hat hónaposan került Magyarországra, 1951-ben anyakönyvezték.
A Magyar Iparművészeti Főiskola szilikátipari tanszékének kerámia szakán végzett 1974-ben, ahol Csekovszky Árpád keramikus, szobrászon túl neves mesterei Rákosy Zoltán festőművész és Jánossy György építész voltak. 1974–1975-ben egy évet az Eötvös Loránd Tudományegyetem bölcsészettudományi karának újgörög nyelvszakára járt, tanárai: Szabó Kálmán és Caruha Vangelio voltak.
1974–1977 között a Budapesti Porcelángyárban dolgozott tervezőként, majd a Frankel Leó Általános Iskolában 1978-ban rajztanárként. 1989–1991 között a Magyar Iparművészeti Főiskola Mesterképző Intézet tanára volt, 1994–1996-ban a budapesti Képző- és Iparművészeti Szakközépiskola esti tagozatának kerámia szakos növendékeit oktatta.
1977-ben és 1978-ban ösztöndíjasként a Siklósi Kerámia Alkotótelepen dolgozott, külföldi ösztöndíjjal hosszabb ideig tartózkodott 1980-ban Görögországban, 1985-ben Belgiumban. 1979 és 1991 között szinte éves rendszerességgel a Kecskeméti Nemzetközi Kerámia Stúdió alkotóműhelyében dolgozott.
1974-től tagja a Művészeti Alapnak, 1980 óta pedig a Képző- és Iparművészek Szövetségének. A Magyar Szilikátipari Tudományos Egyesület és 1982-től a Genfi Nemzetközi Kerámia Akadémia (Academie Internationale de Céramique, AIC) tagja.
Férje Lőrincz Győző keramikus, akivel rendszeresen együtt szerepeltek a kiállításokon. Fiatalkori arcképei.

## Művei (válogatás)
Munkái elsősorban építészeti kerámiák, reliefrajzok, festmények és szobrok magas hőfoktartományban égetve. Amint 2012-ben írták róla: Alkotásai a kortárs magyar kerámiaművészet reneszánszaként „megismételhetetlen, egyedi, olvadáspontig hevített, oxidokkal színezett agyagokból…” jöttek létre.
Az 1980. évi szombathelyi Öregtoronyban (Zwinger) rendezett kiállítása során írták az ekkor bemutatott műveiről: „Képeket állít össze. Színes, nosztalgikus, biedermeieres hangulatokat vállal. Akkor is, ha az ovális, cirádás keretbe sík és plasztikus formát szorít, akkor is, ha töredékekből illeszt össze emléket, élményt. Az érzelmekre hatnak a kis képek. Porcelánt, samottot, városlődi agyagot egyaránt használ…”
Ugyancsak 1980-ban, a VI. Pécsi Kerámia Biennálén kiállított műveit így jellemezték: „Orbán Katalin is a táblaképet veszi célba öntött, mázas fajansz kompozícióiban, de más eszközökkel: ő maga is bekeretezett kompozíciókat, kvázi-táblaképeket állít elő, s e kereten belül »történik valami«: drapéria jelenik meg, pozitív vagy negatív irányban megmozgatja a síkot, azaz a plasztika eszközeivel tagadja a képet.”
- Fa I. (Torony) — porcelán oxiddal színezett, porcelán, mázas, 125x80x30 cm, 1977[11][12]
- Gyökér és föld I. — városlődi agyag és porcelán oxiddal színezett olvasztott porcelánpor felület, homok, mázas, 82x55x40 cm, 1977
- Pálcás fa-kompozíció — pirolitcső és berakóláb oxiddal színezett, 57x10x7 cm, 1977
- Fatörzs I. — városlődi agyag mázatlan, 34x17x14 cm, 1977
- Fatörzs II. — városlődi agyag sómázas 27x12x9 cm, 1977
- Fatörzs III. — városlődi agyag mázatlan 19x8x6 cm, 1977
- Falomb — porcelán, városlődi agyag, tégla, kő mázatlan, 10x24x7 cm, 1977
- Gyökér és föld II. — városlődi agyag és porcelán oxiddal színezett, porcelánpor olvasztott felülettel, 150x44x50 cm, 1977
- Cipőcskék (2 db) — városlődi agyag és porcelán mázatlan, 22x20x10 cm/db, 1977
- Falburkoló lapok, 1978 (27 egységnyi – több darabos –, háromféle méretű falburkoló lap változatos anyagból és felülettel (pyrogránit oxidos, mangán- és kobaltoxidos, gipszre festés, porcelán, repesztett, színezett berakással, matt és porcelán mázzal, zsírfényű mázalappal stb.)[13]
- Csészék, 1978 (8 db porcelán többféle felületmegoldással: mázas, kobaltos, géznyomatos stb.)[13]
- Sík és plasztikus, 1980[9]
- Régészet, 1980[9]
- Egyensúly, fajansz, öntött mázas kollázs, 1980[14]
- Időrétegek, porcelán, 1300 °C, 24x20x5 cm, 1980[15]
- Hiányos négyzet, mázas porcelán, 22x27 cm, (1979.) 1980[16]
- Cím nélkül, kőcserép, 1200 °C, 26x26x4 cm, 1980[17]
- Bélyeggyűjtemény porcelán, 1310 °C, 36x36x6 cm, 1982.[5]
- Bélyeggyűjtemény (más változat) porcelán, 1310 °C, 36x36x6 cm, 1982[18]
- Bélyeggyűjtemény (más változat) színezett porcelán, gáz redukció, 1320 °C, 26x26 cm, 1991.[19]
- Képtörténet porcelán, 1310 °C, 23x19x5 cm, 1982[20]
- Játék a Vidámparkban porcelán, 1300 °C, 36x36x4 cm, 1991[21]
- Fények a Vidámparkban porcelán, 1300 °C, 36x36x3 cm, 1991[22]
- Akár Kelet, akár Nyugat porcelán, 1300 °C, 40x40x15 cm, 1991[23]
- A félelem megeszi a lelket (Hommage à R. Fassbinder) porcelán, 1300 °C, 36x36x3 cm, 1991[24]
- Joghurt félidőben, porcelán, 1300 °C, 44x32x2 cm, 1991[25]
- Születés I., porcelán, kerámia, 1993. Műalkotás a Nemzetközi Kerámia Stúdió gyűjteményében, Kecskemét[26]

1978 és 1996 között keletkezett műveinek színes válogatását lásd Szabó M. László képzőművész honlapján.

## Köztéri munkák
- 1974: Budapest, Pataki István Művelődési Központ ifjúsági terme plasztikus falburkolata.[28]
- 1975, 1977: A budapesti Belvárosi Vendéglátó Vállalat eszpresszói mosdóhelyiségeinek csempeburkolata, a budapesti Hilton-szálló közös folyosói, eszpresszó csempeburkolata.[28]
- 1976: Budapest VI. Szondy u. 37. és XIII. Váci út 12., Tejbisztrók. Dekoratív csempeburkolat, szitanyomott, 15–15 m²[29]
- 1977: Budapest VI., Szondi u. 86., Tejivó, festett csempeburkolat, 44 m²[30]
- 1977: Budapest VI., Népköztársaság u. 44., Opera Étterem csempeburkolat, 87 m² [31]

## Díjai
- IV. Országos Kerámia Biennálé különdíj, Pécs, 1975;
- Nemzetközi Kerámiaverseny nagydíja, Faenza, 1979;[32]
- VI. Országos Kerámia Biennálé különdíj, Pécs, 1980;[14]
- Szocialista Országok Iparművészeti Quadriennáléja II. díj, Erfurt, 1982;
- VII. Országos Kerámia Biennálé III. díj, Pécs, 1982;
- Nemzetközi Kerámiakiállítás aranyérem, Faenza, 1983;
- Gádor István-díj, 1991;
- Ferenczy Noémi-díj, 1992;
- Kecskeméti Nemzetközi Kerámia Stúdió Nívódíja, 1992;
- XII. Országos Kerámia Biennálé III. díj, Pécs, 1992.

## Kiállítások

### Egyéni kiállítások
- 1979 — Fészek Klub, Budapest (Lőrincz Győzővel)
- 1980 — Zwinger bástya [(Lőrincz Győzővel), Kőszeg
- 1983 — Budapest Galéria. Lajos utca Budapest[33]
- 1983 — Gorka Múzeum (Lőrincz Győzővel), Verőcemaros
- 1984 — Eremitage Galerie (Lőrincz Győzővel), Nyugat-Berlin
- 1984 — Magyar Intézet (Lőrincz Győzővel), Kelet-Berlin
- 1984 — Szófia
- 1985 — Átrium Hyatt, Budapest (Fusz Györggyel, Lőrincz Győzővel)
- 1986–1987 — Arte Fiera, Bologna
- 1988 — Kispesti Munkásotthon, Budapest
- 1993 — Dorottya utcai Galéria, Budapest[34]
- 2013 — Budapest, Iparművészeti Múzeum

### Válogatott csoportos kiállítások
- 1975 • IV. Országos Kerámia Biennálé, Pécs
- 1977 • Kerámia Szimpozion Kiállítása, Siklós[35]
- 1978 • Kerámia Szimpozion Kiállítása, Siklós[36]
- 1978 • Szimpozion kiállítás, Bechyně
- 1979 • Bechyněi jubileumi szimpozion kiállítás, Prága
- 1979 • Kecskeméti Kerámia Stúdió Kiállítása, Kecskemét
- 1979, 1980, 1981 • Nemzetközi Kerámiaművészeti Verseny, Faenza
- 1980-1986 • VI-IX. Országos Kerámia Biennálé, Pécs
- 1980 • Kecskeméti Kerámia Stúdió Kiállítása, Bécs
- 1980 • A kéz intelligenciája, Műcsarnok, Budapest
- 1980 • Nemzetközi Kerámia Biennálé, Sopot
- 1980, 1982 • Nemzetközi Kerámia Biennálé, Vallauris
- 1981 • Vonal, 10 magyar keramikus kiállítása, Óbuda Galéria, Budapest
- 1981 • Az európai kerámiaművészet 11 útja, Darmstadt — Dieburg
- 1982 • Magyar kerámia, Palazzo delle Espozisioni, Faenza
- 1982 • Szocialista Országok Iparművészeti Quadriennáléja, Erfurt
- 1982 • Kecskeméti Kerámia Stúdió Gyűjteményes Kiállítása, Siklós
- 1983 • A tervezés értékteremtés. Országos Iparművészeti kiállítás, Műcsarnok, Budapest
- 1983 • Magyarországi miniatűr kerámia és textil, München
- 1992 • XII. Országos Kerámia Biennálé, Pécs
- 1992–1993 • Ferenczy Noémi-díjasok kiállítása, Árkád Galéria, Budapest
- 2003 • Tízéves a Magyar Keramikusok Társasága. Dokumentumok az eltelt időszak munkájáról. Árkád Galéria, Budapest[37]
- 2005 • „Időben – térben – tűzben”. A Kecskeméti Kerámia Stúdió nemzetközi kiállítása. Budapest Kiállítóterem, Budapest[38]
- 2005 • „In Time - In Earth - In Fire”. A Kecskeméti Kerámia Stúdió nemzetközi kiállítása. Tallinn, Vilnius[39]
- 2006 • „In Time - In Earth - In Fire”. A Kecskeméti Kerámia Stúdió nemzetközi kiállítása. Riga[39]
- 2013 • „Megvalósult művek 2012”. Iparművészeti Múzeum, Budapest[40]

## Művei közgyűjteményekben
- Bechyně, Nemzetközi Szimpozion Gyűjtemény
- Faenza, Nemzetközi Kerámia Múzeum
- Pécs, Janus Pannonius Múzeum
- Kecskemét, Nemzetközi Kerámia Stúdió Gyűjtemény[41]
- Szombathely, Savaria Múzeum